# Miluny
Miluny (biał. Мілюны; ros. Милюны) – wieś na Białorusi, w obwodzie witebskim, w rejonie brasławskim, w sielsowiecie Słobódka.

## Historia
W czasach zaborów w gminie Brasław, w powiecie nowoaleksandrowskim, w guberni wileńskiej Imperium Rosyjskiego.
W dwudziestoleciu międzywojennym wieś leżała w Polsce, w województwie nowogródzkim (od 1926 w województwie wileńskim), w powiecie brasławskim, w gminie Brasław a następnie w gminie Słobódka.
Według Powszechnego Spisu Ludności z 1921 roku zamieszkiwało wieś 136 osób, wszystkie były wyznania rzymskokatolickiego i zadeklarowały białoruską przynależność narodową. Były tu 24 budynki mieszkalne. W 1931 w 27 domach zamieszkiwało 146 osób.
Wierni należeli do parafii rzymskokatolickiej w Słobódce. Miejscowość podlegała pod Sąd Grodzki w Brasławiu i Okręgowy w Wilnie; właściwy urząd pocztowy mieścił się w Słobódce.
W wyniku napaści ZSRR na Polskę we wrześniu 1939 miejscowość znalazła się pod okupacją sowiecką. Od czerwca 1941 roku pod okupacją niemiecką. W 1944 miejscowość została ponownie zajęta przez wojska sowieckie i włączona do Białoruskiej SRR.
Od 1991 w składzie niepodległej Białorusi.